# Wspólnota administracyjna Titisee-Neustadt
Wspólnota administracyjna Titisee-Neustadt – wspólnota administracyjna (niem. Vereinbarte Verwaltungsgemeinschaft) w Niemczech, w kraju związkowym Badenia-Wirtembergia, w rejencji Fryburg, w regionie Südlicher Oberrhein, w powiecie Breisgau-Hochschwarzwald. Siedziba wspólnoty znajduje się w mieście Titisee-Neustadt, przewodniczącym jej Armin Hinterseh.
Wspólnota administracyjna zrzesza jedno miasto i jedną gminę wiejską:
- Eisenbach (Hochschwarzwald), 2 149 mieszkańców, 28,78 km²
- Titisee-Neustadt, miasto, 11 856 mieszkańców, 89,66 km²